# Can Brugués (Vilamalla)
Can Brugués és una obra de Vilamalla (Alt Empordà) inclosa a l'Inventari del Patrimoni Arquitectònic de Catalunya.

## Descripció
Edifici cantoner, situat al centre del poble, a davant de l'edifici de l'Ajuntament. És una casa de planta baixa i un pis amb coberta a dues vessants. Aquesta casa ha estat restaurada recentment, durant el qual es va arremolinar la façana, tot i que es va deixar a la vista una part del paredat original de la part baixa de l'edifici, un paredat de pedres de reduïda dimensió sense escairar. També s'han conservat les obertures originals, amb els carreus ben tallats, de la qual destaca la porta d'accés a l'edifici (encara que han substituït part de les dovelles), i sobretot, la finestra del primer pis, amb una llinda amb una inscripció il·legible, amb un element decoratiu al centre i la data 1573.